# Contado di Stazzona
Il Contado di Stazzona fu una ripartizione medievale della Lombardia dell'epoca.

## Storia
Il contado fu creato dai longobardi nell'area del Verbano e si incentrava sul borgo di Angera, all'epoca denominato Stazzona.
Il territorio, non corrispondente alle più antiche ripartizioni romane ereditate dalla chiesa cattolica, non sopravvisse alle guerre dei secoli successivi venendo smembrato fra vari stati, e si ridusse onorificamente alla sola pieve di Angera.

## Pievi
Prima dello smembramento, il contado comprendeva questi territori:
- pieve di Angera
- pievi di Biasca, di Faido e di Blenio
- pieve di Locarno (diocesi comasca)
- pievi di Invorio, di Intra, di Vergante e di Omegna (diocesi novarese)